# سفارة إيطاليا في إسبانيا
سفارة إيطاليا في إسبانيا هي أرفع تمثيل دبلوماسي لدولة إيطاليا لدى إسبانيا. تقع السفارة في وهي تهدف لتعزيز المصالح الإيطالية في إسبانيا.

## وصلات خارجية
- الموقع الرسمي
- قائمة سفارات إيطاليا
- قائمة السفارات في إسبانيا